# John Anderson (friidrottare)
John Franklin Anderson, född 4 juli 1907 i Cincinnati i Ohio, död 11 juli 1948 i Nankek i Alaska, var en amerikansk friidrottare.
Anderson blev olympisk mästare i diskuskastning vid olympiska sommarspelen 1932 i Los Angeles